# Långsjö
Långsjö est un quartier du district Hägersten-Älvsjö à Stockholm en Suède.

## Description
Långsjö est un quartier de Söderort.
La zone porte le nom de la ferme Långsjö gård à côté du lac Långsjön, qui délimite le quartier au sud-est et forme la frontière municipale avec la commune d'Huddinge.

## Nature et plage
La zone naturelle Långsjöhöjden borde le lac Långsjön et, avec ses 73 mètres d'altitude, est le deuxième point naturel le plus élevé de la commune de Stockholm, après le Vikingaberget à 77 mètres d'altitude.
Du sommet de Långsjöhöjden, vous avez une vue imprenable sur la municipalité de Huddinge et les parties sud-ouest de Stockholm. La vue vers le nord et l'est est désormais obstruée par une zone résidentielle.
Långsjöbadet à Långsjön a été inauguré en 1938.
Avant cela, il s'agissait de terres alluviales avec des fossés de drainage où poussaient de grands aulnes, la plage était envahie de roseaux.
Aujourd'hui, la qualité des eaux de baignade varie en raison de la forte prolifération d'algues dans le lac. L'aire de baignade dispose d'une plage de sable d'environ 50 mètres de long et de quelques jetées.